# Randy Smith
Randolph ("Randy") Smith (12 december 1948 – 4 juni 2009) was een Amerikaanse basketballer. Hij heeft een tijd het record gehad van de meeste wedstrijden op rij. Hij speelde 906 wedstrijden tijdens het reguliere seizoen achter elkaar, een record dat uiteindelijk verbroken werd door A.C. Green.
In 1971 werd Smith toegevoegd aan de NBA Draft en werd hij in de zevende ronde gekozen door de Buffalo Braves. Tijdens zijn eerste seizoen in de NBA maakte hij gemiddeld 13,4 punten per wedstrijd. In 1978 maakte hij zijn hoogtepunt mee, toen hij tijdens de All-Star Game werd verkozen tot MVP.
In 1979 ging Smith naar de Cleveland Cavaliers, waar hij aanvoerder werd. Twee jaar later speelde hij voor de New York Knicks, waarna hij terugging naar San Diego, waar zijn voormalige ploeg intussen de San Diego Clippers heette. In 1983 speelde hij nog vijftien wedstrijden voor de Atlanta Hawks, waarna hij stopte met professioneel basketbal. Op 4 juni 2009 overleed hij aan een hartaanval.